# Équipe de Suisse de hockey sur glace
Cet article traite de l'équipe masculine. Pour l'équipe féminine, voir Équipe de Suisse féminine de hockey sur glace.
L'équipe de Suisse masculine de hockey sur glace représente la sélection des meilleurs joueurs suisses de ce sport lors des compétitions internationales. Elle est sous la tutelle de Fédération suisse de hockey sur glace. Depuis le 3 décembre 2015, c'est l'ancien international Patrick Fischer qui dirige la sélection nationale. Il est assisté du Suédois Tommy Albelin. Championne d'Europe en 1926, la Nati compte également deux médailles de bronze olympiques et six médailles du même métal aux championnats du monde.
Ses meilleurs résultats dans cette compétition désormais annuelle sont cinq titres de vice-champion du monde en 1935, 2013, 2018, 2024 et 2025. L'équipe suisse n'a par contre jamais pris part à la Coupe du monde ou à son ancienne version, la Coupe Canada. Elle figure à la 5e position du classement IIHF le 21 avril 2025.

## Palmarès
- Championnat du monde :
  - deuxième place : 1935, 2013, 2018, 2024, 2025
  - troisième place : 1928, 1930, 1937, 1939, 1948, 1950, 1951, 1953
- Championnat du monde, division B :
  - première place : 1971, 1986, 1990, 1994
- Championnat du monde, division C : 
  - première place : 1974

## Sélectionneurs
| Début du mandat  | Fin du mandat   | Sélectionneur         | Principaux succès                                      |
| ---------------- | --------------- | --------------------- | ------------------------------------------------------ |
| 1909             | 1927            | ?                     | CE 1922 - · CE 1924 - · CE 1925 - · CE 1926 -          |
| 1927             | 1930            | Robert Bell           | JO 1928 - · CM 1930 -                                  |
| 1932             | 1933            | Munrezzan Andreossi   | CE 1932 -                                              |
| 1933             | 1935            | Charles Fasel         | CM 1934 - 4e place · CM 1935 -                         |
| 1935             | 1939            | Ulrich von Sury       | CM 1937 - · CM 1939 -                                  |
| 1946             | 1952            | Richard Torriani      | CM 1947 - 4e place · JO 1948 - · CM 1950 - · CM 1951 - |
| 1952             | 1953            | Francis Sullivan      | CM 1953 -                                              |
| 1953             | 1956            | Heinrich Boller       | -                                                      |
| 1959             | 1960            | André Girard          | -                                                      |
| 1960             | 1962            | Beat Rüedi            | -                                                      |
| 1962             | 1964            | Hervé Lalonde         | -                                                      |
| 1964             | 1966            | André Girard          | -                                                      |
| 1966             | 1967            | Rastislav Jančuška    | -                                                      |
| 1968             | 17 mars 1971    | Gaston Pelletier      | -                                                      |
| 1er janvier 1972 | 21 avril 1972   | Derek Holmes (en)     | -                                                      |
| 4 novembre 1972  | 31 mars 1973    | Stu Robertson         | -                                                      |
| 2 novembre 1973  | 21 mars 1977    | Rudolf Killias        | -                                                      |
| 21 décembre 1977 | 24 mars 1979    | Jaroslav Jiřík        | -                                                      |
| 9 novembre 1979  | 14 mars 1982    | Arne Strömberg (en)   | -                                                      |
| 19 mars 1982     | 27 mars 1982    | Lasse Lilja           | -                                                      |
| 20 novembre 1982 | 31 mars 1985    | Bengt Ohlson (en)     | -                                                      |
| 17 novembre 1985 | 8 avril 1990    | Simon Schenk          | -                                                      |
| 21 juillet 1990  | 3 mai 1991      | Hans Lindberg (en)    | -                                                      |
| 17 décembre 1991 | 21 février 1992 | Juhani Tamminen       | -                                                      |
| 21 avril 1992    | 10 mai 1992     | John Slettvoll (it)   | CM 1992 - 4e place                                     |
| 4 novembre 1992  | 1er mai 1993    | William Gilligan (de) | -                                                      |
| 4 novembre 1993  | 5 novembre 1993 | John Slettvoll        | -                                                      |
| 3 février 1994   | 17 avril 1994   | Hans Lindberg         | -                                                      |
| 4 novembre 1994  | 10 février 1995 | Hardy Nilsson         | -                                                      |
| 29 mars 1995     | 4 mai 1995      | Mats Waltin           | -                                                      |
| 2 novembre 1995  | 21 avril 1997   | Simon Schenk          | -                                                      |
| 7 novembre 1997  | 24 février 2010 | Ralph Krueger         | CM 1998 - 4e place                                     |
| 25 février 2010  | 2 mars 2014     | Sean Simpson          | CM 2013 -                                              |
| 27 mai 2014      | 9 octobre 2015  | Glen Hanlon           | -                                                      |
| 3 décembre 2015  | actuel          | Patrick Fischer       | CM 2018 - · CM 2024 - · CM 2025 -                      |

## Effectif
| No    | Nom                  | Position       | Club                                     |
| ----- | -------------------- | -------------- | ---------------------------------------- |
| +008, | Simon Knak           | Attaquant      | Hockey Club Davos                        |
| +009, | Damien Riat          | Attaquant      | Lausanne Hockey Club                     |
| +010, | Andres Ambühl - C    | Attaquant      | Hockey Club Davos                        |
| +014, | Dean Kukan           | Défenseur      | Zürcher Schlittschuh Club Lions          |
| +015, | Grégory Hofmann      | Attaquant      | Eissportverein Zoug                      |
| +017, | Ken Jäger            | Attaquant      | Lausanne Hockey Club                     |
| +021, | Kevin Fiala          | Attaquant      | Kings de Los Angeles                     |
| +022, | Nino Niederreiter    | Attaquant      | Jets de Winnipeg                         |
| +028, | Timo Meier           | Attaquant      | Devils du New Jersey                     |
| +034, | Stéphane Charlin     | Gardien de but | Schlittschuh Club Langnau Tigers         |
| +043, | Andrea Glauser - A   | Défenseur      | Lausanne Hockey Club                     |
| +045, | Michael Fora         | Défenseur      | Hockey Club Davos                        |
| +054, | Christian Marti      | Défenseur      | Zürcher Schlittschuh Club Lions          |
| +056, | Tim Berni            | Défenseur      | Genève-Servette Hockey Club              |
| +062, | Denis Malgin         | Attaquant      | Zürcher Schlittschuh Club Lions          |
| +063, | Leonardo Genoni      | Gardien de but | Eissportverein Zoug                      |
| +071, | Jonas Siegenthaler   | Défenseur      | Devils du New Jersey                     |
| +072, | Dominik Egli         | Défenseur      | Frölunda HC                              |
| +073, | Sandro Schmid        | Attaquant      | Hockey Club Fribourg-Gottéron            |
| +080, | Nicolas Baechler     | Attaquant      | Zürcher Schlittschuh Club Lions          |
| +085, | Sven Andrighetto - A | Attaquant      | Zürcher Schlittschuh Club Lions          |
| +086, | Janis Moser          | Défenseur      | Lightning de Tampa Bay                   |
| +088, | Christoph Bertschy   | Attaquant      | Hockey Club Fribourg-Gottéron            |
| +095, | Tyler Moy            | Attaquant      | Schlittschuh Club Rapperswil-Jona Lakers |

## Statistiques individuelles
| Rang | Joueur            | Poste | Matchs | Buts | Assists | Points |
| ---- | ----------------- | ----- | ------ | ---- | ------- | ------ |
| 1er  | Andres Ambühl     | ATT   | 342    | 55   | 97      | 152    |
| 2e   | Mathias Seger     | DEF   | 305    | 16   | 49      | 65     |
| 3e   | Ivo Rüthemann     | ATT   | 270    | 49   | 67      | 116    |
| 4e   | Sandy Jeannin     | ATT   | 236    | 34   | 48      | 82     |
| 5e   | Martin Plüss      | ATT   | 236    | 56   | 78      | 134    |
| 6e   | Martin Steinegger | DEF   | 219    | 11   | 32      | 43     |
| 7e   | Jakob Kölliker    | DEF   | 213    | 0    | 0       | 0      |
| 8e   | Julien Vauclair   | DEF   | 210    | 13   | 28      | 41     |
| 9e   | Mark Streit       | DEF   | 200    | 31   | 60      | 91     |
| 10e  | Reto Pavoni       | G     | 199    | 0    | 0       | 0      |

| Rang | Joueur            | Poste | Buts | Assists | Points | Matchs |
| ---- | ----------------- | ----- | ---- | ------- | ------ | ------ |
| 1er  | Jörg Eberle       | ATT   | 79   | 63      | 142    | 193    |
| 2e   | Martin Plüss      | ATT   | 56   | 78      | 134    | 236    |
| 3e   | Andres Ambühl     | ATT   | 55   | 97      | 152    | 342    |
| 4e   | Ivo Rüthemann     | ATT   | 49   | 67      | 16     | 270    |
| 5e   | Peter Jaks        | ATT   | 45   | 44      | 89     | 146    |
| 6e   | Felix Hollenstein | ATT   | 44   | 29      | 73     | 131    |
| 7e   | Marcel Jenni      | ATT   | 40   | 59      | 99     | 196    |
| 8e   | Fredy Lüthi       | ATT   | 38   | 36      | 74     | 129    |
| 9e   | Patrick Fischer   | ATT   | 37   | 42      | 79     | 184    |
| 10e  | Thomas Vrabec     | ATT   | 36   | 34      | 70     | 122    |

| Rang | Joueur             | Poste | Assists | Buts | Points | Matchs |
| ---- | ------------------ | ----- | ------- | ---- | ------ | ------ |
| 1er  | Andres Ambühl      | ATT   | 97      | 55   | 152    | 342    |
| 2e   | Martin Plüss       | ATT   | 78      | 56   | 134    | 236    |
| 3e   | Ivo Rüthemann      | ATT   | 67      | 49   | 116    | 270    |
| 4e   | Jörg Eberle        | ATT   | 63      | 79   | 142    | 193    |
| 5e   | Gian-Carlo Crameri | DEF   | 61      | 28   | 89     | 130    |
| 6e   | Mark Streit        | DEF   | 60      | 31   | 91     | 200    |
| 7e   | Marcel Jenni       | ATT   | 59      | 40   | 99     | 196    |
| 8e   | Mathias Seger      | DEF   | 49      | 16   | 65     | 305    |
| 9e   | Sandy Jeannin      | ATT   | 48      | 34   | 82     | 236    |
| 10e  | Peter Jaks         | ATT   | 44      | 45   | 89     | 146    |

| Rang | Joueur             | Poste | Points | Buts | Assists | Matchs |
| ---- | ------------------ | ----- | ------ | ---- | ------- | ------ |
| 1er  | Andres Ambühl      | ATT   | 152    | 55   | 97      | 342    |
| 2e   | Jörg Eberle        | ATT   | 142    | 79   | 63      | 193    |
| 3e   | Martin Plüss       | ATT   | 134    | 56   | 78      | 236    |
| 4e   | Ivo Rüthemann      | ATT   | 116    | 49   | 67      | 270    |
| 5e   | Marcel Jenni       | ATT   | 99     | 40   | 59      | 196    |
| 6e   | Mark Streit        | DEF   | 91     | 31   | 60      | 130    |
| 7e   | Gian-Carlo Crameri | DEF   | 89     | 28   | 61      | 130    |
| 8e   | Peter Jaks         | ATT   | 89     | 45   | 44      | 146    |
| 9e   | Sandy Jeannin      | ATT   | 82     | 34   | 48      | 236    |
| 10e  | Patrick Fischer    | ATT   | 79     | 37   | 42      | 184    |

## Résultats

### Jeux olympiques
- 1924 - 8e place
- 1928 -
- 1932 - Non qualifiée
- 1936 - 12e place
- 1948 -
- 1952 - 5e place
- 1956 - 9e place
- 1960 - Non qualifiée
- 1964 - 8e place
- 1968 - Non qualifiée
- 1972 - 10e place
- 1976 - 11e place
- 1980 - Non qualifiée
- 1984 - Non qualifiée
- 1988 - 8e place
- 1992 - 10e place
- 1994 - Non qualifiée
- 1998 - Non qualifiée
- 2002 - 11e place
- 2006 - 6e place
- 2010 - 8e place
- 2014 - 9e place
- 2018 - 10e place
- 2022 - 8e place

#### Bilan par classement final
| Place                               | Nombre | Années                                   |
| ----------------------------------- | ------ | ---------------------------------------- |
| Médaille d'or, Jeux olympiques      | 0      | -                                        |
| Médaille d'argent, Jeux olympiques  | 0      | -                                        |
| Médaille de bronze, Jeux olympiques | 2      | 1928, 1948                               |
| 4                                   | 0      | -                                        |
| 5                                   | 1      | 1952                                     |
| 6                                   | 1      | 2006                                     |
| 7                                   | 0      | -                                        |
| 8                                   | 5      | 1924, 1964, 1988, 2010, 2022             |
| 9                                   | 2      | 1956, 2014                               |
| 10                                  | 3      | 1972, 1992, 2018                         |
| 11                                  | 2      | 1976, 2002                               |
| 12                                  | 1      | 1936                                     |
| Non qualifiée                       | 7      | 1932, 1960, 1968, 1980, 1984, 1994, 1998 |

#### Effectifs médaillés
| Bronze 1928 | Giannin Andreossi, Munrezzan Andreossi, Robert Breiter, Louis Dufour, Charles Fasel, Albert Geromini, Friedrich Kraatz, Arnold Martignoni, Heinrich Meng, Anton Morosani, Luzius Rüedi, Richard Torriani Entraîneur : Robert Bell |

| Bronze 1948 | Hans Bänninger, Alfred Bieler, Heinrich Boller, Ferdinand Cattini, Hans Cattini, Hans Dürst, Walter Dürst, Emil Handschin, Heinrich Lohrer, Werner Lohrer, Reto Perl, Gebhard Poltera, Ulrich Poltera, Beat Rüedi, Otto Schubiger, Richard Torriani, Hans-Martin Trepp Entraîneur : Richard Torriani |

### Championnat du monde
Les Jeux olympiques d'hiver tenus entre 1920 et 1968 comptent également comme les championnats du monde. Durant les Jeux olympiques de 1980, 1984 et 1988 il n'y a pas eu de compétition du tout.
- 1930 -
- 1931 - Non participante
- 1933 - 5e place
- 1934 - 4e place
- 1935 -
- 1937 -
- 1938 - 6e place
- 1939 -
- 1947 - 4e place
- 1949 - 5e place
- 1950 -
- 1951 -
- 1953 -
- 1954 - 7e place
- 1955 - 8e place
- 1957 - Non participante
- 1958 - Non participante
- 1959 - 12e place
- 1961 - 11e place (3e du Gr. B )
- 1962 - 7e place
- 1963 - 10e place (2e du Gr. B )
- 1965 - 10e place (2e du Gr. B )
- 1966 - 14e place (6e du Gr. B )
- 1967 - 15e place (7e du Gr. B )
- 1969 - 16e place (2e du Gr. C )
- 1970 - 12e place (6e du Gr. B )
- 1971 - 7e place (1er du Gr. B )
- 1972 - 6e place
- 1973 - 13e place (7e du Gr. B )
- 1974 - 15e place (1er du Gr. C )
- 1975 - 9e place (2e du Gr. B )
- 1976 - 12e place (4e du Gr. B )
- 1977 - 13e place (5e du Gr. B )
- 1978 - 11e place (3e du Gr. B )
- 1979 - 13e place (5e du Gr. B )
- 1981 - 11e place (3e du Gr. B )
- 1982 - 14e place (6e du Gr. B )
- 1983 - 14e place (6e du Gr. B )
- 1985 - 10e place (2e du Gr. B )
- 1986 - 9e place (1er du Gr. B )
- 1987 - 8e place
- 1989 - 12e place (4e du Gr. B )
- 1990 - 9e place (1er du Gr. B )
- 1991 - 7e place
- 1992 - 4e place
- 1993 - 10e place
- 1994 - 13e place (1er du Gr. B )
- 1995 - 12e place
- 1996 - 14e place (2e du Gr. B )
- 1997 - 15e place (3e du Gr. B )
- 1998 - 4e place
- 1999 - 8e place
- 2000 - 6e place
- 2001 - 9e place
- 2002 - 9e place
- 2003 - 8e place
- 2004 - 8e place
- 2005 - 8e place
- 2006 - 9e place
- 2007 - 8e place
- 2008 - 7e place
- 2009 - 9e place
- 2010 - 5e place

- 2011 - 9e place
- 2012 - 11e place
- 2013 -
- 2014 - 10e place
- 2015 - 8e place
- 2016 - 11e place
- 2017 - 6e place
- 2018 -
- 2019 - 8e place
- 2020 - Annulé en raison du coronavirus
- 2021 - 6e place
- 2022 - 5e place
- 2023 - 5e place
- 2024 -
- 2025 -
- 2026 -
- 2027 -
- 2028 -

#### Bilan par classement final
| Place                     | Nombre | Années                                               |
| ------------------------- | ------ | ---------------------------------------------------- |
| Médaille d'or, monde      | 0      | -                                                    |
| Médaille d'argent, monde  | 5      | 1935, 2013, 2018, 2024, 2025                         |
| Médaille de bronze, monde | 6      | 1930, 1937, 1939, 1950, 1951, 1953                   |
| 4                         | 4      | 1934, 1947, 1992, 1998                               |
| 5                         | 5      | 1933, 1949, 2010, 2022, 2023                         |
| 6                         | 5      | 1938, 1972, 2000, 2017, 2021                         |
| 7                         | 4      | 1954, 1962, 1991, 2008                               |
| 8                         | 9      | 1955, 1987, 1999, 2003, 2004, 2005, 2007, 2015, 2019 |
| 9                         | 5      | 2001, 2002, 2006, 2009, 2011                         |
| 10                        | 2      | 1993, 2014                                           |
| 11                        | 2      | 2012, 2016                                           |
| 12                        | 2      | 1959, 1995                                           |
| Non participante          | 3      | 1931, 1957, 1958                                     |

| Place | Nombre | Années                             |
| ----- | ------ | ---------------------------------- |
| 1     | 4      | 1971, 1986, 1990, 1994             |
| 2     | 6      | 1963, 1965, 1969, 1975, 1985, 1996 |
| 3     | 3      | 1961, 1978, 1997                   |
| 4     | 2      | 1976, 1989                         |
| 5     | 2      | 1977, 1979                         |
| 6     | 4      | 1966, 1970, 1982, 1983             |
| 7     | 2      | 1967, 1973                         |

| Place | Nombre | Années |
| ----- | ------ | ------ |
| 1     | 1      | 1974   |
| 2     | 1      | 1969   |
| 3     | 0      | -      |

#### Effectifs médaillés
| Bronze 1930 | Emil Eberle, Fritz Fuchs, Albert Geromini, Friedrich Kraatz, Albert Künzler, Carletto Mai, Heinrich Meng, Albert Rudolf, Beat Rüedi, Richard Torriani, Conrad Torriani Entraîneur : Robert Bell |

| Argent 1935 | Hirsch Badrutt, Ferdinand Cattini, Hans Cattini, Arnold Hirtz, Ernst Hug, Charles Kessler, Albert Künzler, Peter Müller, Thomas Pleisch, Richard Torriani Entraîneur : Charles Fasel |

| Bronze 1937 | Jurg Bachtold, Hirsch Badrutt, Ferdinand Cattini, Hans Cattini, Albert Geromini, Franz Geromini, Arnold Hirtz, Max Keller, Charles Kessler, Herbert Kessler, Albert Künzler, Heinrich Lohrer, Beat Rüedi, Richard Torriani Entraîneur : Ulrich von Sury |

| Bronze 1939 | Hirsch Badrutt, Ferdinand Cattini, Hans Cattini, Reto Delnon, Albert Geromini, Franz Geromini, Charles Kessler, Herbert Kessler, Albert Künzler, Heinrich Lohrer, Rudolf Mathys, Hugo Müller, Beat Ruedi, Hans Trauffer, Richard Torriani Entraîneur : Ulrich von Sury |

| Bronze 1950 | Hans Banninger, Alfred Bieler, Heinrich Boller, Othmar Delnon, Reto Delnon, Walter Dürst, Milo Golaz, Emil Handschin, Ernst Harter, Hans Heierling, Willi Pfister, Gebhard Poltera, Ulrich Poltera, Martin Riesen, Silvio Rossi, Fredy Streun, Hans Trepp Entraîneur : Richard Torriani |

| Bronze 1951 | Jean Ayer, Hans Banninger, Gian Bazzi, Alfred Bieler, Reto Delnon, Walter Dürst, André Favre, Milo Golaz, Walter Guggenbühl, Emil Handschin, Hans Heierling, Willi Pfister, Gebhard Poltera, Ulrich Poltera, Otto Schläpfer, Otto Schubiger, Hans Trepp Entraîneur : Richard Torriani |

| Bronze 1953 | Hans Banninger, Gian Bazzi, Francis Blank, Walter Dürst, Emil Handschin, Rudi Keller, Oscar Mudry, Gebhard Poltera, Ulrich Poltera, Martin Riesen, Silvio Rossi, Otto Schläpfer, Otto Schubiger, Armin Schutz, Hans Trepp, Michel Wehrli Entraîneur : Francis Sullivan |

| Argent 2013 | Andres Ambühl, Reto Berra, Matthias Bieber, Severin Blindenbacher, Eric Blum, Simon Bodenmann, Luca Cunti, Raphael Diaz, Philippe Furrer, Ryan Gardner, Martin Gerber, Robin Grossmann, Denis Hollenstein, Roman Josi, Thibaut Monnet, Simon Moser, Nino Niederreiter, Martin Plüss, Mathias Seger, Tobias Stephan, Reto Suri, Morris Trachsler, Julien Vauclair, Patrick Von Gunten, Julian Walker Entraîneur : Sean Simpson |

| Argent 2018 | Reto Berra, Gilles Senn, Leonardo Genoni, Raphael Diaz, Dean Kukan, Lukas Frick, Mirco Müller, Michael Fora, Ramon Untersander, Joël Genazzi, Roman Josi, Chris Baltisberger, Grégory Hofmann, Reto Schäppi, Kevin Fiala, Nino Niederreiter, Timo Meier, Noah Rod, Tristan Scherwey, Enzo Corvi, Damien Riat (en), Simon Moser, Joël Vermin, Sven Andrighetto, Gaëtan Haas Entraîneur : Patrick Fischer |

| Argent 2024 | Reto Berra, Leonardo Genoni, Akira Schmid, Andres Ambühl, Sven Andrighetto, Christoph Bertschy, Kevin Fiala, Michael Fora, Andrea Glauser, Gaëtan Haas, Fabrice Herzog, Nico Hischier, Ken Jäger, Roman Josi, Sven Jung, Dean Kukan, Philipp Kurashev, Romain Loeffel, Christian Marti, Nino Niederreiter, Tristan Scherwey, Sven Senteler, Jonas Siegenthaler, Dario Simion et Calvin Thürkauf Entraîneur : Patrick Fischer |

| Argent 2025 | Sandro Aeschlimann, Stéphane Charlin (en), Leonardo Genoni, Andres Ambühl, Sven Andrighetto, Nicolas Baechler (de), Tim Berni (en), Christoph Bertschy, Dominik Egli (en), Kevin Fiala, Michael Fora, Andrea Glauser, Grégory Hofmann, Ken Jäger, Simon Knak (en), Dean Kukan, Denis Malgin, Christian Marti, Timo Meier, Janis Moser, Tyler Moy (en), Nino Niederreiter, Damien Riat, Sandro Schmid, Jonas Siegenthaler Entraîneur : Patrick Fischer |

### Championnat d'Europe
Organisé pour la première fois en 1910, le championnat d'Europe n'a pas lieu de 1915 à 1920 à cause de la Première Guerre mondiale. La dernière édition se tient en 1932, avant que la compétition soit liée au tournoi mondial, comme en 1930 et 1931.
- 1910 - 4e place
- 1911 - 4e place
- 1912-1921 - Non participante
- 1922 -
- 1923 - 5e place
- 1924 -
- 1925 -
- 1926 -
- 1927 - Non participante
- 1932 -

#### Bilan par classement final
| Place                      | Nombre | Années                       |
| -------------------------- | ------ | ---------------------------- |
| Médaille d'or, Europe      | 1      | 1926                         |
| Médaille d'argent, Europe  | 0      | -                            |
| Médaille de bronze, Europe | 4      | 1922, 1924, 1925, 1932       |
| 4                          | 2      | 1910, 1911                   |
| 5                          | 1      | 1923                         |
| Non participante           | 5      | 1912, 1913, 1914, 1921, 1927 |

#### Effectifs médaillés
| Bronze 1922 | Giannin Andreossi, Munrezzan Andreossi, Zacharias Andreossi, Marius Jaccard, Édouard Koch, Ernest Mottier, René Savoie, Donald Unger, Walter von Siebenthal Entraîneur : ? |

| Bronze 1924 | Munrezzan Andreossi, Zacharias Andreossi, Louis Dufour, Charles Fasel, Arnold Gartmann, Albert Geromini, Heinrich Meng, Peter Müller, Giuseppe Penchi, Walter von Siebenthal Entraîneur : ? |

| Bronze 1925 | Roberto Angi, Jacques Besson, Louis Dufour, Charles Fasel, Albert Geromini, Friedrich Kraatz, Heinrich Meng, Peter Müller, Alexander Spengler Entraîneur : ? |

| Or 1926 | Munrezzan Andreossi, Jacques Besson, Louis Dufour, Charles Fasel, Albert Geromini, Friedrich Kraatz, Adolf Martignoni, Heinrich Meng, Anton Morosani, Peter Müller, Giuseppe Penchi, Alexander Spengler Entraîneur : ? |

| Bronze 1932 | Ferdinand Cattini, Emil Eberle, Albert Geromini, Ernst Hug, Emil Meerkämpfer, Heinrich Meng, Anton Morosani, Conrad Torriani, Richard Torriani Entraîneur : Munrezzan Andreossi |

## Classement mondial
| Année     | Rang | Points | Progression |
| --------- | ---- | ------ | ----------- |
| 2003      | 9    | 3 135  |             |
| 2004      | 9    | 2 920  | ±0          |
| 2005      | 8    | 2 715  | +1          |
| Mai 2006  | 8    | 3 500  | ±0          |
| 2007      | 8    | 3 259  | ±0          |
| 2008      | 7    | 3 020  | +1          |
| 2009      | 7    | 2 725  | ±0          |
| Fév. 2010 | 8    | 3 465  | -1          |
| Mai 2010  | 7    | 3 740  | +1          |
| 2011      | 7    | 3 240  | ±0          |
| 2012      | 9    | 2 910  | -2          |

| Année     | Rang | Points | Progression |
| --------- | ---- | ------ | ----------- |
| 2013      | 7    | 2 845  | +2          |
| Fév. 2014 | 7    | 3 555  | ±0          |
| Mai 2014  | 7    | 3 470  | ±0          |
| 2015      | 7    | 3 235  | ±0          |
| 2016      | 7    | 2 910  | ±0          |
| 2017      | 7    | 2 705  | ±0          |
| Fev. 2018 | 8    | 3 405  | -1          |
| Mai 2018  | 7    | 3 590  | +1          |
| 2019      | 8    | 3 325  | -1          |
| 2020      | 8    | 3 060  | ±0          |
| 2021      | 8    | 2 815  | ±0          |

Note :  Promue ;  Reléguée

## Équipe junior moins de 20 ans

### Championnats d'Europe junior
- 1968 — Éliminée en qualifications
- 1969 — 1re du Groupe B
- 1970 — 6e place
- 1971 — Ne participe pas
- 1972 — 1er du Groupe B
- 1973 — 5e place
- 1974 — 6e place
- 1975 — 1er du Groupe B
- 1976 — 7e place
- 1977 — 5e place
- 1978 — 6e place
- 1979 — 6e place
- 1980 — 7e place
- 1981 — 5e place
- 1982 — 5e place
- 1983 — 7e place
- 1984 — 6e place
- 1985 — 7e place
- 1986 — 6e place
- 1987 — 5e place
- 1988 — 6e place
- 1989 — 6e place
- 1990 — 8e place
- 1991 — 1er du Groupe B
- 1992 — 8e place
- 1993 — 1er du Groupe B
- 1994 — 5e place
- 1995 — 6e place
- 1996 — 4e place
- 1997 —
- 1998 — 5e place

### Championnats du monde junior
La Suisse participe dès la première édition officielle en 1977 dans un match contre la Pologne, afin de pouvoir jouer sa qualification pour l'édition suivante.
- 1978 - 8e place
- 1979 - 1re du Groupe B
- 1980 - 8e place
- 1981 - 1re du Groupe B
- 1982 - 8e place
- 1983 - 1re du Groupe B
- 1984 - 8e place
- 1985 - 1re du Groupe B
- 1986 - 7e place
- 1987 - 6e place
- 1988 - 3e du Groupe B
- 1989 - 2e du Groupe B
- 1990 - 1re du Groupe B
- 1991 - 7e place
- 1992 - 8e place
- 1993 - 1re du Groupe B
- 1994 - 8e place
- 1995 - 1re du Groupe B
- 1996 - 9e place
- 1997 - 7e place
- 1998 -
- 1999 - 9e place
- 2000 - 6e place
- 2001 - 6e place
- 2002 - 4e place
- 2003 - 7e place
- 2004 - 8e place
- 2005 - 6e place
- 2006 - 5e place
- 2007 - 7e place
- 2008 - 9e place
- 2009 - 1re de Division IA
- 2010 - 4e place
- 2011 - 5e place
- 2012 - 8e place
- 2013 - 6e place
- 2014 - 7e place
- 2015 - 9e place
- 2016 - 9e place
- 2017 - 7e place
- 2018 - 8e place
- 2019 - 4e place
- 2020 - 5e place
- 2021 - 9e place
- 2022 - 8e place
- 2023 - 7e place
- 2024 - 7e place
- 2025 - 8e place

## Équipe des moins de 18 ans

### Championnats du monde moins de 18 ans
L'équipe des moins de 18 ans participe dès la première édition, en groupe élite.
- 1999 — 4e place
- 2000 — 4e place
- 2001 —
- 2002 — 7e place
- 2003 — 9e place
- 2004 — 1er de la Division I, Groupe A
- 2005 — 9e place
- 2006 — 1er de la Division I, Groupe A
- 2007 — 6e place
- 2008 — 8e place
- 2009 — 8e place
- 2010 — 5e place
- 2011 — 7e place
- 2012 — 7e place
- 2013 — 6e place
- 2014 — 7e place
- 2015 — 4e place
- 2016 — 8e place
- 2017 — 8e place
- 2018 — 9e place
- 2019 — 9e place
- 2020 — Annulé en raison du coronavirus
- 2021 — 8e place
- 2022 — 6e place
- 2023 — 6e place
- 2024 — 7e place
- 2025 — 10e place